# One Embarcadero Center
Il One Embarcadero Center è un grattacielo ad uso uffici situato nel quartiere Financial District della città statunitense di San Francisco. Fa parte del complesso Embarcadero Center di cui è, con i suoi 173 metri, il secondo edificio più alto.
Il grattacielo, progettato dallo studio John Portman & Associates, venne completato nel 1971, ed è al 2017 il dodicesimo edificio più alto della città. È la sede principale dell'azienda Alta Partners.